# Statthalterpalais

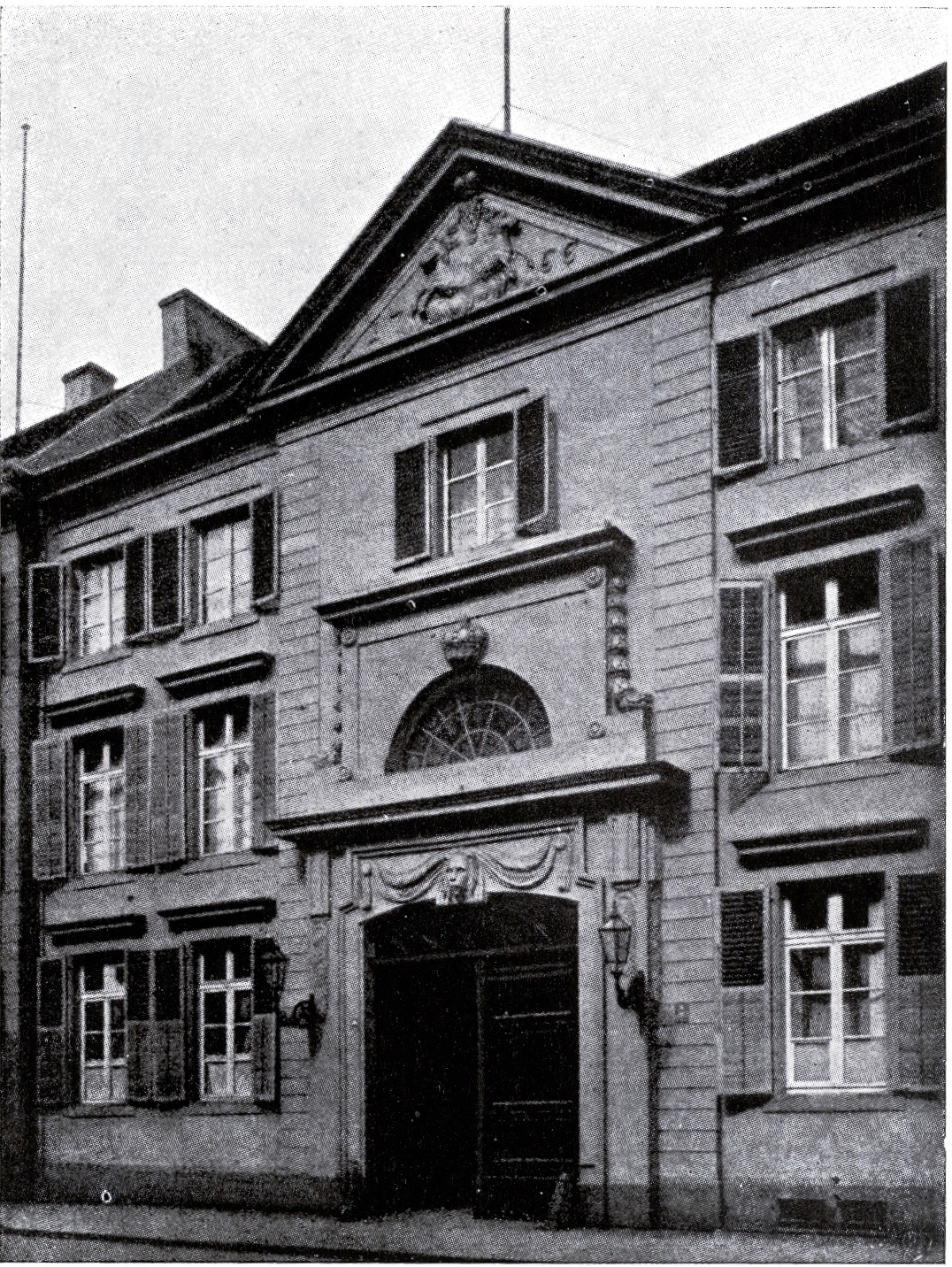
Fassade

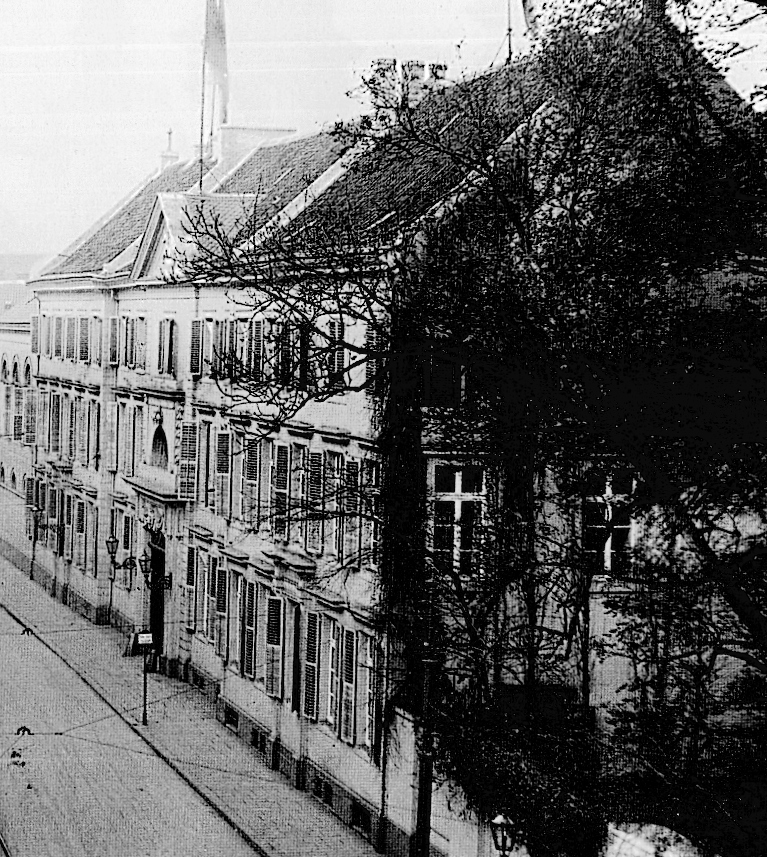
Gesamtansicht

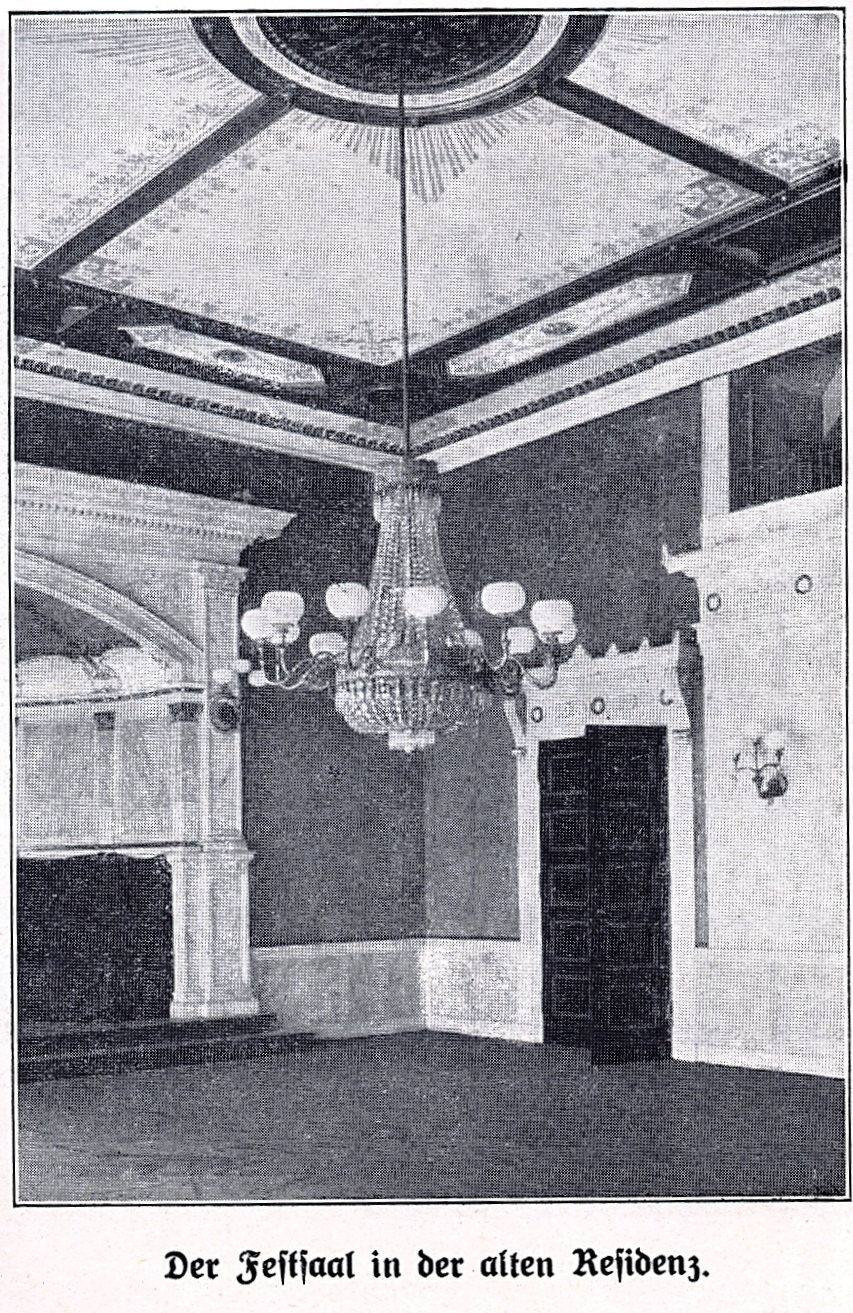
Der Festsaal

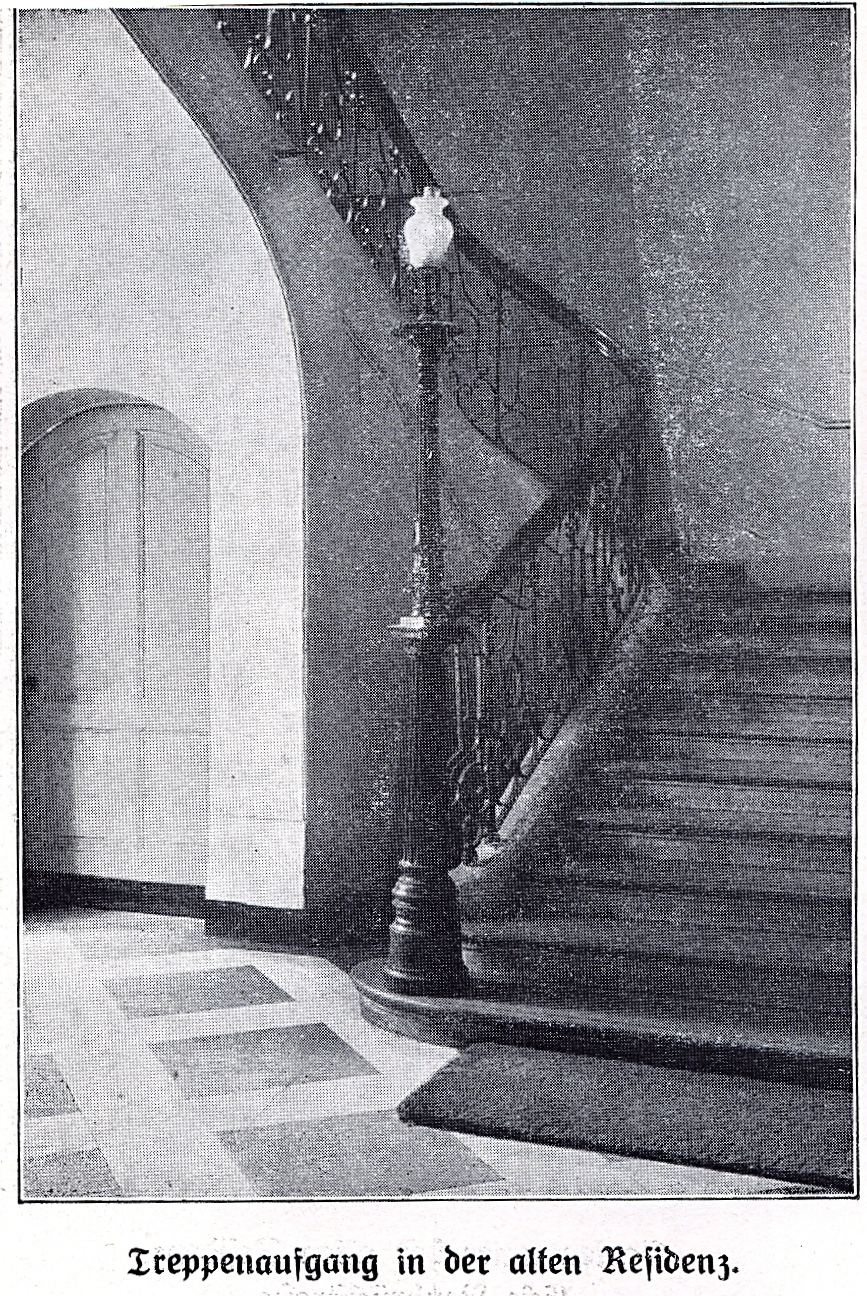
Treppe zum Obergeschoss

Das Statthalterpalais an der Mühlenstraße in Düsseldorf wurde 1766 von Hofbaumeister Ignatius Kees als Sitz des kurfürstlichen Statthalters erbaut. Das frühklassizistische Stadtpalais wurde 1911 zugunsten des Neubaus des Land- und Amtsgerichts Düsseldorf abgebrochen.

## Geschichte
Von 1768 bis 1776 residierte in dem Amtssitz Graf Johann Ludwig Franz von Goltstein als Statthalter unter Carl Theodor. 1804 bezog Herzog Wilhelm in Bayern als Vertreter von Kurfürst Maximilian das Statthalterpalais. Ihm folgte der Schwager Napoleons, Joachim Murat. Jener hatte hier zwischen 1806 und 1808 seine Residenz als Großherzog von Berg. Als das Großherzogtum Berg ab 1808 unter die Regentschaft von Napoleon Bonaparte kam, übernahm Jacques Claude Beugnot als kaiserlicher Kommissar das Gebäude, das über den größten, im 18. Jahrhundert angelegten innerstädtischen Garten verfügte, mit Torzugang an der Liefergasse. Nachdem infolge des Wiener Kongresses die Rheinlande an das Königreich Preußen gefallen waren, diente das Palais neben dem Stadthaus als Sitz des Regierungspräsidenten. Zwischen 1843 und 1851 tagte hier der Provinziallandtag der preußischen Rheinprovinz, bevor dieser zum Düsseldorfer Schloss umzog. Am 13. Juli 1843 wurde von den Deputierten der 7. Tagung unter anderem die vollständige Emanzipation der Juden im Rheinland gefordert und eine entsprechende Resolution verabschiedet. Nach der Errichtung eines neuen Regierungsgebäudes an der Cecilienallee, brach man im Jahre 1912 das Palais ab. Heute befindet sich dort der neobarocke Justizpalast des ehemaligen Lands- und Amtsgerichtes. Die bauausführenden Regierungsbeamten ließen jedoch den Mittelrisaliten des Palais in den Innenhof des Justizpalastes einbauen, wo dieser unversehrt den Krieg überstand und durch die Fenster eines Lichthofs gesehen werden kann.

## Baubeschreibung
Die dreiteilige, dreigeschossige Fassade war gegliedert durch einen Mittelrisaliten mit Dreiecksgiebel. Oben im Giebel war die Jahreszahl 1766 zu lesen. Das Relief des Giebelfeldes zeigt zwei über Wolken galoppierende Pferde. Aus den Monogrammen war zu lesen: C.T. und A.E. (Carl Theodor und Elisabeth Augusta). Der Torbogen war gekrönt von dem schmalen Relief mit einem Löwenkopf (Mascherone) und einem schlichten festonartigen Ornament, über dem darüberliegenden halbkreisförmigen Fenster befand sich ein Relief des Kurhuts.  Eine Holztreppe mit schwerer Balustrade (Säulengeländer) und eine breite Steintreppe in einem großen Treppenhaus verband die Stockwerke miteinander. In einem Zimmer des Westflügels vor dem Hauptsaal hat Kaiser Wilhelm I. mehrere Tage gewohnt.

## Kunstgeschichtliche Einordnung
Das Gebäude wurde 1766 von Hofbaumeister Ignatius Kees als Sitz des kurfürstlichen Statthalters erbaut. Während Boris Becker das Gebäude dem frühen Klassizismus zuschrieb, ordnete Rudi vom Endt den Bau dem späten Barock zu („Spätbarockfassade“). Hugo Weidenhaupt meinte, dass das klassizistische Wohnhaus des 18. Jahrhunderts die Architektur des Statthalterpalais beeinflusst habe.
Auch Paul Sültenfuss schrieb das Palais dem Klassizismus zu. Die Residenz des Statthalters in der Mühlenstrasse, sei im Gegensatz zu den beiden Schlössern Jägerhof und Benrath auch in der Außenarchitektur vollständig klassizistisch. Statt des gebrochenen Mansardendaches der Schlösser, zeige das Statthalterpalais ein Satteldach. Statt der Pavillonrisalite der beiden Schlösser, geradlinige Giebelvorbauten. Statt der bewegten Linien des Giebelrahmens des Schlosses Jägerhof seien beim Statthalterpalais gerade Linien beim Giebelrahmen, Tür-. und Fensterrahmen vorzufinden. Es gäbe hier auch keine Stich-, Rund- oder Segmentbögen und Schlusssteine im Fenstersturz wie bei den Schlössern. Das Gebäude zeige „seine rhythmische Gliederung der siebenachsigen Flügelbauten zu beiden Seiten des mittleren Giebelrisalits, das Zusammenfassen von je 7 Achsen, die Betonung der Mitte jeder dieser fünfachsigen Gruppen durch höher und tiefer gezogene Rahmen und das Verhältnis dieser Rahmen zum Mittelportal“.

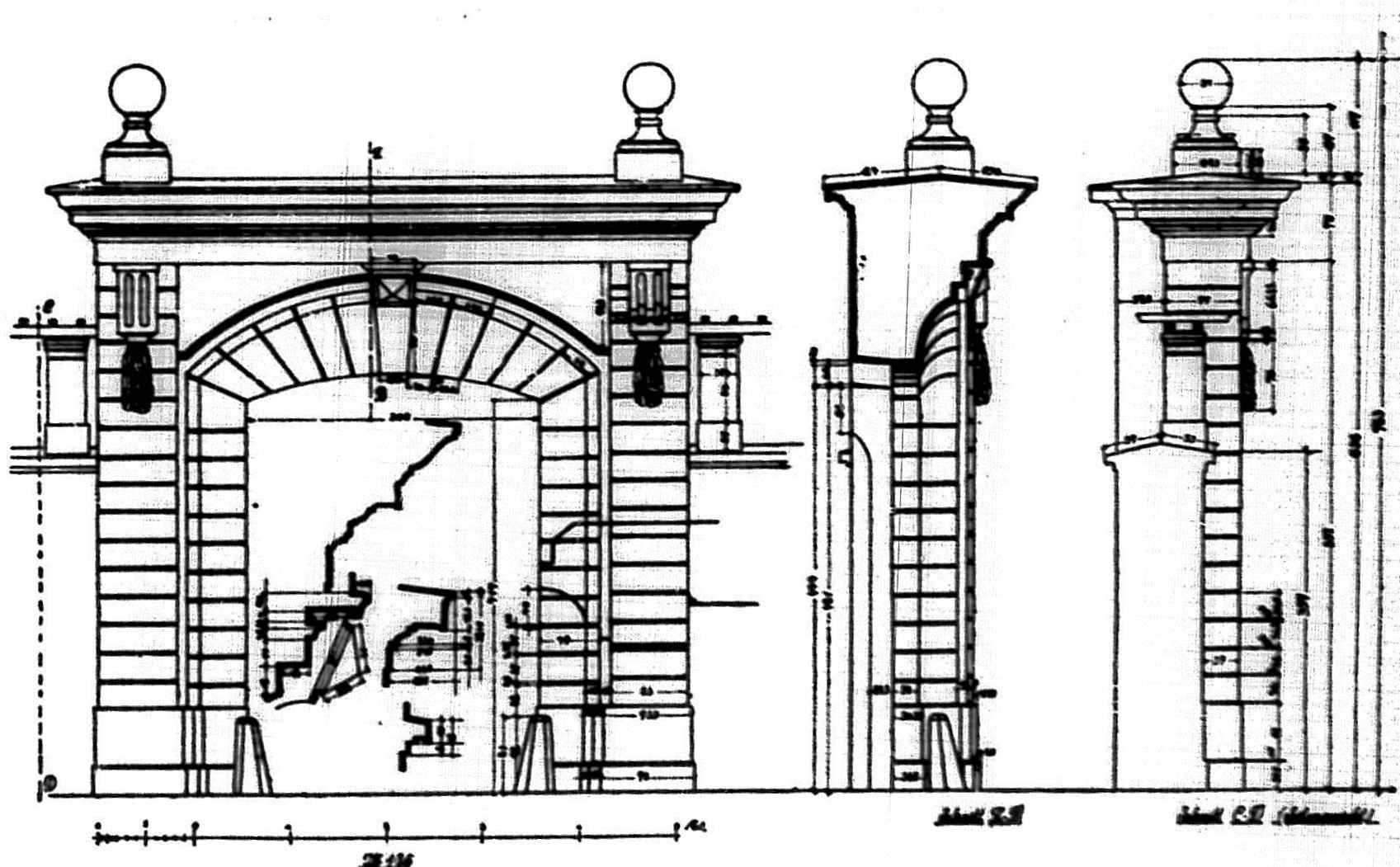
Aufriss Portal, Querschnitt und Seitenansicht
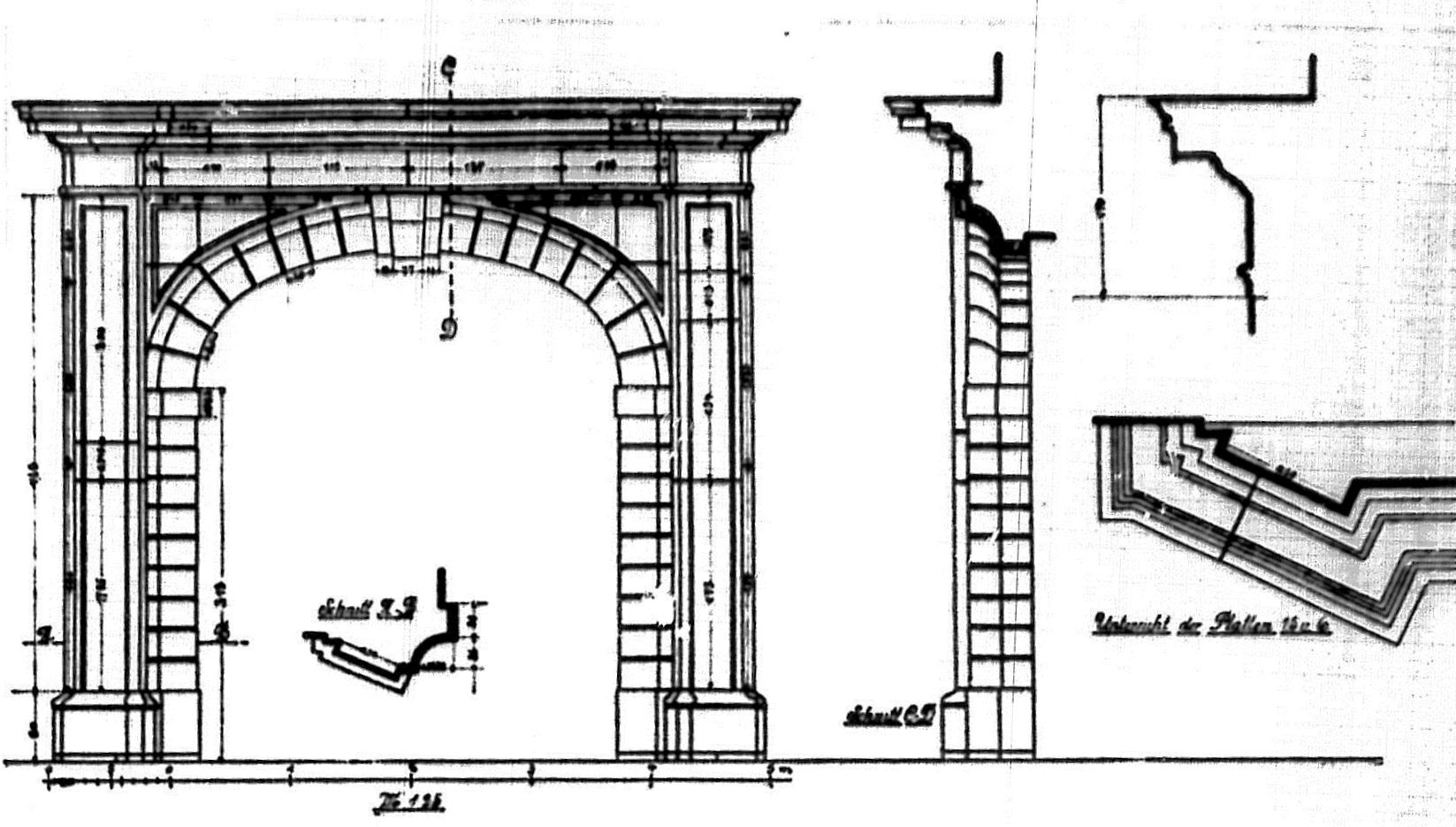
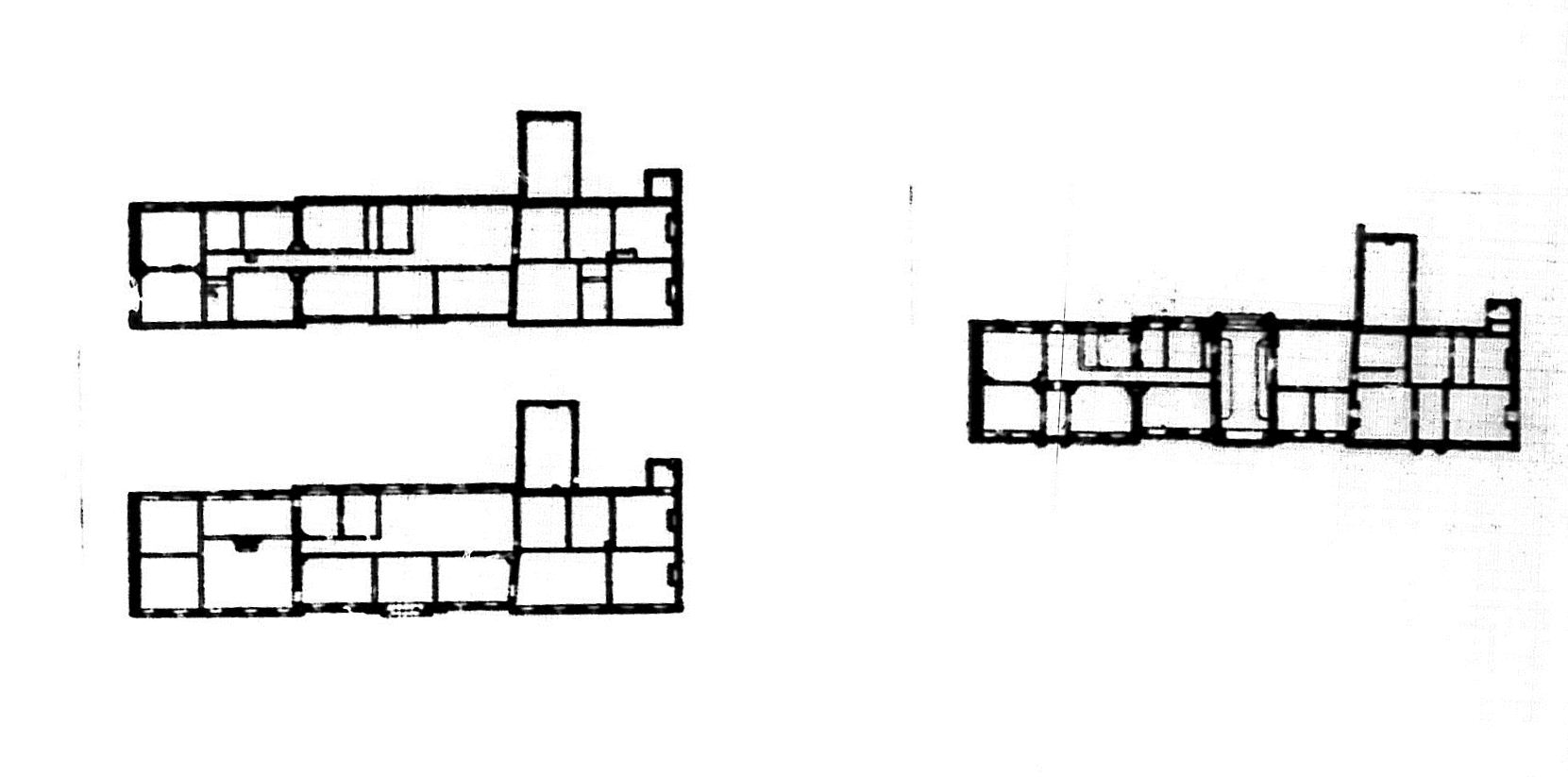
Grundrisse, links: Obergeschoss, Bel Étage, rechts: Erdgeschoss
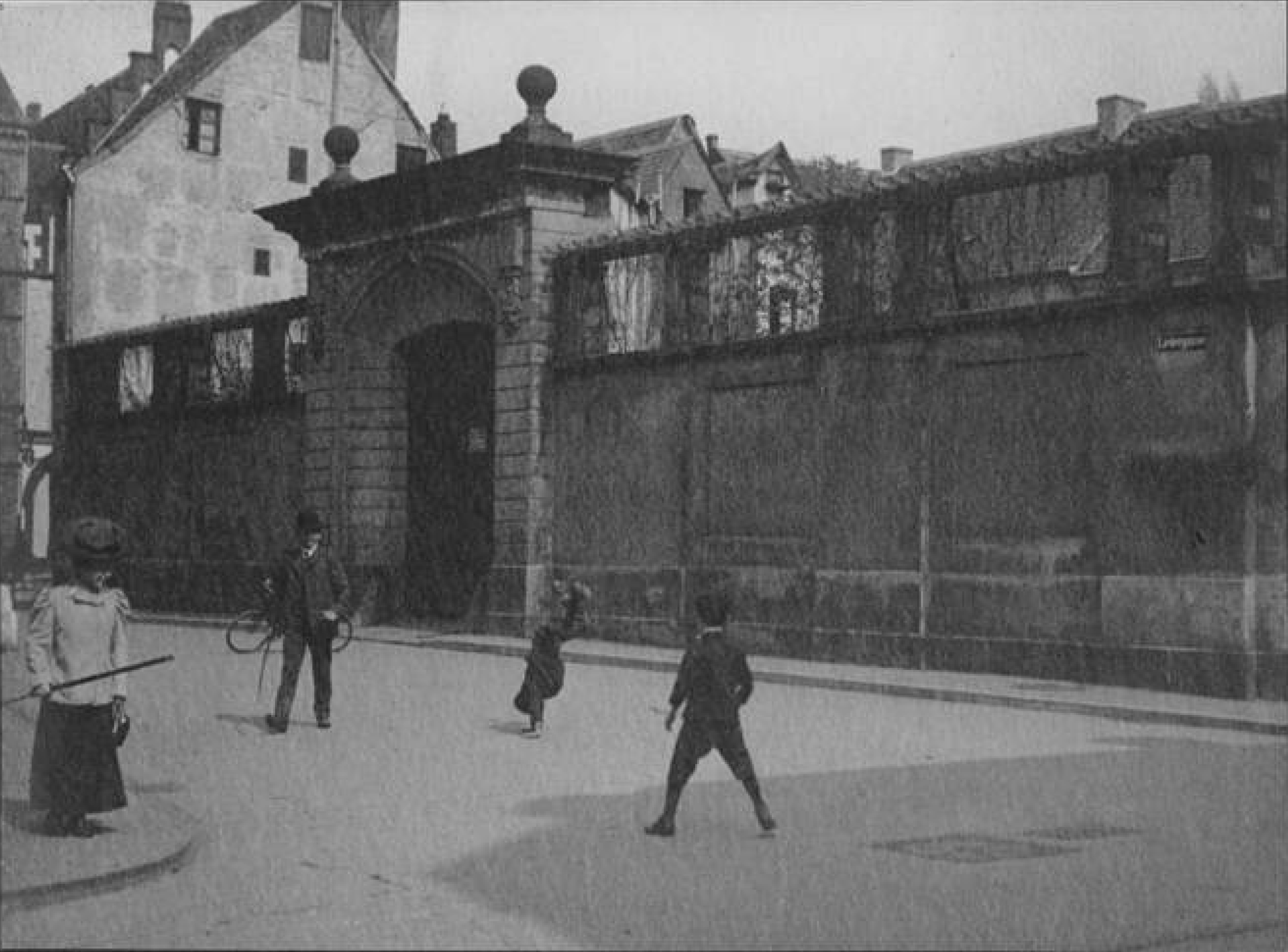
Tor an der Gartenmauer des Präsidialgebäudes in der Liefergasse, Erwin Quedenfeldt, 1909